# Thomas Sumner
Thomas Hubbard Sumner (* 20. März 1807 in Boston, Massachusetts; † 9. März 1876 in Taunton, Massachusetts) war ein US-amerikanischer Kapitän. 

## Bedeutung
Die Astronavigation verdankt ihm eine wichtige Weiterentwicklung, die als astronomische Standlinie oder als Sumner line bezeichnet wird. Es ist eine Methode der Positionsbestimmung durch Höhenmessung von Sternen und Vergleich mit ihrer „Sollhöhe“.
Im Alter von 15 Jahren ging Sumner nach Harvard. Im Jahr 1829 bekam er eine Anstellung auf einem Handelsschiff auf der China-Route. Sumner entwickelte seine Idee von der Möglichkeit einer Positionsbestimmung auf einer Reise von South Carolina nach Schottland 1837. Er veröffentlichte seine Erkenntnisse 6 Jahre später im Jahr 1843. Seine Methode zur Positionsbestimmung wurde als so bedeutend eingestuft, dass jedes Schiff in der US Navy damit ausgestattet wurde.
Sumners persönliches Schicksal nahm dann einen tragischen Verlauf. Im Jahr 1850 kam er ins McLean Krankenhaus für Psychiatrie. Fünf Jahre später kam Sumner ins Irrenhaus in Taunton, Massachusetts, wo er 1876 verstarb.
Ein Mondkrater sowie zwei USN-Forschungsschiffe, USS Sumner (AGS-5) und USS Sumner (T-AGS-61), wurden nach ihm benannt. Entsprechendes gilt auch für den Sumner-Gletscher in der Antarktis.

## Veröffentlichungen
- A new and accurate method of finding a ship's position at sea, by projection on Mercator's Chart. Thomas Groom & Company of Boston, July 1843.